# Comuna de Kozłowo
Kozłowo (polaco: Gmina Kozłowo) é uma gminy (comuna) na Polónia, na voivodia de Vármia-Masúria e no condado de Nidzicki. A sede do condado é a cidade de Kozłowo.
De acordo com os censos de 2004, a comuna tem 6116 habitantes, com uma densidade 24,1 hab/km².

## Área
Estende-se por uma área de 254,01 km², incluindo:
- área agricola: 76%
- área florestal: 12%

## Demografia
Dados de 30 de Junho 2004:
|                      | Total   | Total | Mulheres | Mulheres | Homens  | Homens |
| -------------------- | ------- | ----- | -------- | -------- | ------- | ------ |
|                      | pessoas | %     | pessoas  | %        | pessoas | %      |
| População            | 6116    | 100   | 3041     | 49,7     | 3075    | 50,3   |
| Densidade (pop./km²) | 24,1    | 100   | 12       | 12       | 12,1    | 12,1   |

De acordo com dados de 2002, o rendimento médio per capita ascendia a 1253,92 zł.

## Subdivisões
- Bartki, Browina, Cebulki, Dziurdziewo, Górowo, Kozłowo, Krokowo, Michałki, Niedanowo, Pielgrzymowo, Rogóż, Sarnowo, Siemianowo, Sławka Mała, Sławka Wielka, Szkotowo, Szkudaj, Szymany, Turowo, Turówko, Ważyny, Wierzbowo, Wola, Zabłocie Kozłowskie, Zaborowo, Zakrzewko, Zakrzewo, Zalesie.

## Comunas vizinhas
- Dąbrówno, Działdowo, Grunwald, Iłowo-Osada, Janowiec Kościelny, Nidzica, Olsztynek